# Melnîkî, Bilohirsk
Melnîkî (în ucraineană Мельники) este un sat în comuna Zîbînî din raionul Bilohirsk, Republica Autonomă Crimeea, Ucraina.

## Demografie
Componența lingvistică a localității Melnîkî
     Rusă (86,67%)
     Ucraineană (8,12%)
     Alte limbi (1,74%)
Conform recensământului din 2001, majoritatea populației localității Melnîkî era vorbitoare de rusă (86,67%), existând în minoritate și vorbitori de ucraineană (8,12%).